# تويوتا 7
تويوتا 7، هي واحدة من سيارات السباق التي طورتها شركة تويوتا موتور بالتعاون مع شركة ياماها موتور. صُممت هذه السيارات بشكل أساسي للمشاركة في سباقات الاتحاد الدولي للسيارات المجموعة 7، وكانت أول مشروع لسيارة سباق مخصصة بالكامل من تويوتا.

## التصميم

### 7 (415S)
بدأ تطوير النسخة الأولى من تويوتا 7، التي تحمل الرمز الداخلي 415S، في الربع الثاني من عام 1967. وتعاون جيرو كاوانو، رئيس قسم الرياضات الميكانيكية في تويوتا والمهندس الرئيسي لسيارة 2000GT، مجددًا مع ياماها لتطوير وتصنيع السيارة. صممت ياماها هيكل السيارة من الألمنيوم باستخدام نظام المونوكووك (الهيكل الأحادي). كان التصميم الأولي مشابهًا لبقية سيارات مجموعة 7، حيث تميز بقمر قيادة مفتوحة لراكبين ومداخل هواء كبيرة خلف الأبواب. كما تم تركيب أنابيب العادم فوق المحرك مباشرة، تخرج من مؤخرة السيارة على غرار تصميم العادم في سيارة فورد إندي V8. وكان هناك إطار حماية بسيط لحماية السائق.
صممت تويوتا محرك V8 جديد من الألمنيوم بسعة 3 لترات (المحرك 61E)، والذي كان قادرًا على توليد 224 كيلووات (300 حصان أو 304 حصان متري)، بفضل استخدام عمود كام مزدوج وأربعة صمامات لكل أسطوانة. وبفضل تعديل في لوائح الاتحاد الدولي للسيارات لعام 1968، أصبح محرك تويوتا سعة 3 لترات مؤهلاً أيضًا للمشاركة في بطولة الاتحاد الدولي للسيارات للصانعين ضمن لوائح سباقات السيارات الرياضية (مجموعة 6).
تم الانتهاء من أول هيكل 415S في يناير، وبدأت اختبارات السيارة في 3 فبراير 1968 على مضمار سوزوكا. ثم انتقلت الاختبارات إلى مضمار فوجي في 4 مارس. خلال فترة إعداد محرك 61E، تم اختبار 415S باستخدام محرك 3M ذو الست أسطوانات بسعة 2 لتر من سيارة 2000GT. في 28 مارس، تم تركيب محرك 61E في السيارة لأول مرة. أثناء الاختبارات، تبين أن المسامير التي تربط هيكل المونوكووك بدأت في التراخي تحت الضغط الجانبي، مما أدى إلى ضعف صلابة السيارة. فتم تعزيز الهيكل بإضافة مزيد من العوامل الهيكلية، مما زاد من وزن السيارة بشكل كبير عن الوزن الأصلي البالغ 680 كجم. استمرت الاختبارات حتى أبريل، حيث قام فريق تويوتا بتنفيذ محاكاة للسباقات، بينما قامت ياماها بشراء سيارة فورد GT40 كمرجع للسيارة.

## الحوادث
تأثر مشروع تويوتا 7 بحادثين مميتين أثناء اختبارات القيادة، مما أدى في النهاية إلى تراجع فريق تويوتا عن خطط دخوله في سباق 24 ساعة لو مان وكأس التحدي الكندي-الأمريكي، وبالتالي انتهاء المشروع في عام 1970.
في 29 مارس 1968، كادت تويوتا تتعرض لكارثة أثناء اختبار لسباق جائزة اليابان الكبرى المقبل، عندما فقد يوشيو أوتسوبو السيطرة على سيارته عبر الحاجز في المنعطف المنحدر بزاوية 30° في مضمار فوجي، أثناء قيادته للسيارة 3-لتر 415S. نجا أوتسوبو بأعجوبة دون إصابات خطيرة، وغادر الفريق بنهاية عام 1969.

### وفاة ساشيو فوكوزاوا
كان ساشيو فوكوزاوا (18 يونيو 1943 - 12 فبراير 1969) أحد السائقين الأساسيين في فريق تويوتا منذ تأسيسه في عام 1966. كان سائقًا متميزًا في السباقات، بالإضافة إلى كونه مدير أزياء، مصممًا، وعارض أزياء، وقد حقق نجاحًا كبيرًا مع تويوتا.
في 12 فبراير 1969، شارك فوكوزاوا في جلسة اختبار خاصة على مضمار ياماها الجديد في فوكوروئي، اليابان، حيث كان يقود نموذجًا أوليًا مغلق المقصورة مزودًا بمحرك 3-لتر 61E. في الساعة 11:45 صباحًا، فقدت سيارته السيطرة على الطريق المستقيم، وانحرفت إلى اليمين، واصطدمت بعمود معدني، ثم انزلقت السيارة عن المرتفع وتدحرجت واشتعلت فيها النيران. رغم محاولة هوسويا، الذي كان يشارك أيضًا في الاختبار، لإنقاذه، توفي فوكوزاوا على الفور بسبب إصابات الرأس الناجمة عن الاصطدام بالعمود.
لم تقدم تويوتا صورًا للسيارة التي تعرضت لحادث إلى السلطات المحلية، مبررة ذلك بالحفاظ على أسرار تجارية. تم التخلص من بقايا السيارة بعد الحادث، وأُرسلت صور لسيارة أخرى للشرطة للتحقيق. أعلنت تويوتا أن الحادث كان نتيجة لخطأ السائق. عقب ذلك، رفع شينتارو فوكوزاوا، والد ساشيو، دعوى ضد تويوتا بتهمة الإهمال وعرقلة التحقيق، متهما إياها بالتسبب في الحادث بسبب عيب في التصميم. وبعد معركة قانونية دامت 12 عامًا، حصلت عائلة فوكوزاوا على تعويض قدره 61 مليون ين في تسوية عام 1981.
لم يتم الكشف عن سبب الحادث بشكل رسمي، كما لم يتم تحديد السيارة المعنية.

### وفاة مينورو كاواي
انضم مينورو كاواي (9 ديسمبر 1942 - 26 أغسطس 1970) إلى فريق تويوتا في سباق تحدي العالم Fuji 200 ميل عام 1968، وأصبح سائقًا رسميًا بدوام كامل في عام 1969. بعد حادث فوكوزاوا، تم تعيين كاواي كقائد الفريق ومتحدث رسمي للشركة، وزادت مكانته بعد فوزه في سباق Fuji 200 Mile لعام 1969.
في 26 أغسطس 1970، كان كاواي يختبر سيارة تويوتا 7 تيربو في مضمار سوزوكا، وهو اليوم الذي وافقت فيه تويوتا على خطط دخول كأس التحدي الكندي-الأمريكي. أثناء خروجه من المنعطف الثاني (المنعطف 9 الحديث)، شعر كاواي بوجود مشكلة في دواسة الوقود، فحاول إيقاف السيارة لكنه فقد السيطرة عليها في النفق، مع وجود آثار انزلاق على المضمار. اصطدمت السيارة بحفرة على جانب المضمار بالقرب من المنعطف قبل المنعطف الحاد (المنعطف 10)، مما أدى إلى قذف السيارة في الهواء. وقذف كاواي من سيارته، وتعرض لإصابات قاتلة في الرأس والساقين، وتوفي على الفور.
تسببت وفاة كاواي، إلى جانب الجدل حول القضايا القانونية المرتبطة بوفاة فوكوزاوا واتهامات بالتستر على أسباب الحوادث، في انسحاب تويوتا من خططها لدخول سلسلة كان-أم، ومع إلغاء سباق جائزة اليابان الكبرى 1970، توقفت تويوتا عن تطوير سيارة تويوتا 7 تيربو في سبتمبر 1970.